# Léon Bouly
Léon Guillaume Bouly (1872 - 1932) va ser un inventor francès que va crear el terme "cinematògraf".

## Invencions
Léon Bouly, després d'experimentar en l'àmbit de la cronofotografia, l'any 1892, va invertir en una patent per a un aparell que va anomenar "Cinematògraf" i que, segons ell, era capaç d'enregistrar automàticament i sense interrupcions una sèrie de negatius en moviment. En aquest aparell, la pel·lícula era arrossegada per un corró i aturada intermitentment per un interruptor.
El 27 de desembre de 1893, Bouly va dipositar una segona patent per una nova versió del seu aparell que ara era capaç no només d'enregistrar imatges, sinó també de projectarles. Aquest nou "Cinematògraf" utilitzava una delicada pel·lícula sense perforacions que, en un principi, no permetrien una projecció estable. No obstant això, no existeix cap article o document de l'època que testifiqui de cap projecció exitosa duuta a terme amb aquest aparell. Avui dia, s'hi conserven dos exemplars al Conservatoire National des Arts et Métiers a París, però el seu funcionament tampoc ha pogut ser demostrat mai.
L'any 1894, Bouly no va ser capaç de seguir pagant la seva patent i el terme de "cinematògraf" va quedar lliure un altre cop, de la qual cosa els Germans Lumière van aprofitar-se en comprar els drets del dispositiu i el nom, el qual van aplicar al seu propi aparell l'any 1895, el Cinematògraf que avui dia tots coneixem.